# ۲۸ (پیش از میلاد)
۲۸ (پیش از میلاد) ۲۸مین سال قبل از تقویم میلادی است.